# Ulrika
Ulrika je ženské křestní jméno německého původu. Vykládá se jako „vládce dědičným sídlem (statkem)“. Podle německého kalendáře má svátek 4. července. Mužskou podobou jména je Ulrich.

## Ulrika v jiných jazycích
- Slovensky, maďarsky: Ulrika
- Německy: Ulrike
- Španělsky, italsky, anglicky: Ulrica
- Francouzsky: Ulrique
- Polsky: Ulryka

## Známé nositelky jména
- Ulrika Kotajná – česká herečka
- Ulrike Meinhofová – novinářka a spoluzakladatelka levičácké organizace Frakce Rudé armády
- Ulrika Eleonora – švédská královna
- Ulrika Bergman – švédská hráčka curlingu
- Ulrika von Levetzow